# Saarijärvi (sjö i Finland, Norra Österbotten, lat 64,77, long 26,98)
Saarijärvi är en sjö i Finland. Den ligger i kommunen Vaala i landskapet Norra Österbotten, i den centrala delen av landet, 500 km norr om huvudstaden Helsingfors. Saarijärvi ligger 139,3 meter över havet. Ungefär en och en halv kilometer sydost om sjön ligger den något större Ala-Potkunjärvi. Arean är 27,3 hektar och strandlinjen är 3,23 kilometer lång. Sjön  ingår i Uleälvens huvudavrinningsområde. 